# Pardosa gefsana
Pardosa gefsana là một loài nhện trong họ Lycosidae.
Loài này thuộc chi Pardosa. Pardosa gefsana được Carl Friedrich Roewer miêu tả năm 1959.